# Sinochlora longifissa
Sinochlora longifissa är en insektsart som först beskrevs av Matsumura, S. och Tokuichi Shiraki 1908.  Sinochlora longifissa ingår i släktet Sinochlora och familjen vårtbitare. Inga underarter finns listade i Catalogue of Life.